# Ливада де Бихор (Бихор)
Ливада де Бихор (рум. Livada de Bihor) насеље је у Румунији у округу Бихор у општини Ножорид. Oпштина се налази на надморској висини од 125 m.

## Становништво
Према подацима из 2002. године у насељу је живело 1200 становника.

### Попис2002.
| Расподела становништва по националности 2002.‍ | Расподела становништва по националности 2002.‍ | Расподела становништва по националности 2002.‍ | Расподела становништва по националности 2002.‍ | Расподела становништва по националности 2002.‍ |
| --------------------------------------------- | --------------------------------------------- | --------------------------------------------- | --------------------------------------------- | --------------------------------------------- |
|                                               |                                               |                                               |                                               |                                               |
| Румуни                                        | Румуни                                        |                                               | 1.110                                         | 92,5%                                         |
| Мађари                                        | Мађари                                        |                                               | 59                                            | 4,9%                                          |
| Роми                                          | Роми                                          |                                               | 31                                            | 2,6%                                          |